# Traiettoria parabolica

Esempi di traiettorie paraboliche.

In cinematica, un corpo assume una traiettoria parabolica quando si muove di moto rettilineo uniforme con velocità iniziale {\displaystyle v_{0}}, mentre subisce un'accelerazione costante {\displaystyle a} né parallela né ortogonale al proprio moto. Se l'attrito viscoso può essere considerato trascurabile, le equazioni parametriche della traiettoria di un corpo con {\displaystyle v_{0}} che forma un angolo {\displaystyle \theta } con l'orizzontale sono:
{\displaystyle \left\{{\begin{aligned}&x=v_{x}t=(v_{0}\cos \theta )t\\&y=v_{y}t-{\frac {1}{2}}at^{2}=(v_{0}\sin \theta )t-{\frac {1}{2}}at^{2}\\\end{aligned}}\right.}
Sin dalla nascita della meccanica classica con Galileo, ci si accorse che il moto parabolico approssima cinematicamente il moto dei proiettili nell'aria, essendo {\displaystyle a=g} l'accelerazione di gravità, per sostituzione, dalle equazioni precedenti si ottiene:
{\displaystyle y=v_{0}\sin \theta \left({\frac {x}{v_{0}\cos \theta }}\right)-{\frac {1}{2}}g\left({\frac {x}{v_{0}\cos \theta }}\right)^{2}=x\tan \theta -{\frac {g}{2v_{0}^{2}\cos ^{2}\theta }}x^{2}}
Da qui si noti che ci si trova davanti all'equazione di una parabola con vertice nel punto di coordinate {\displaystyle \left({\frac {2v_{0}^{2}}{g}}\sin \theta \cos \theta ,\ {\frac {v_{0}^{2}}{2g}}\sin ^{2}\theta \right)}.

## Meccanica celeste

La figura mostra diversi tipi di traiettorie. Quella parabolica è indicata in verde.

In meccanica celeste, in particolare in astrodinamica, una traiettoria parabolica è un'orbita con eccentricità uguale a 1. Se l'oggetto in traiettoria parabolica si allontana dall'origine, l'orbita è detta di fuga, al contrario se l'oggetto si avvicina viene detta orbita di cattura.
Sotto le ipotesi standard, un oggetto che viaggia in un'orbita di fuga arriverà all'infinito con velocità relativa al corpo centrale uguale a zero, di conseguenza non ritornerà più al punto iniziale. La traiettoria parabolica è la traiettoria di fuga che richiede minor energia.

### Velocità
Sotto le ipotesi standard la velocità orbitale {\displaystyle v} di un corpo che si muove lungo una traiettoria parabolica può essere calcolata come:
{\displaystyle v={\sqrt {2{\frac {\mu }{r}}}}}
dove:
- {\displaystyle r} è la distanza radiale del corpo orbitante dal corpo centrale,
- {\displaystyle \mu } è la costante gravitazionale planetaria.

In ogni posizione il corpo orbitante avrà la velocità di fuga relativa alla sua posizione.
Se il corpo ha la velocità di fuga rispetto alla Terra, non avrà quella necessaria per uscire dal sistema solare, così la traiettoria vicino alla Terra sarà approssimativamente una parabola, mentre più distante essa si incurverà fino ad essere un'orbita ellittica attorno al Sole.
Questa velocità è molto simile alla velocità orbitale di un corpo in orbita circolare di raggio uguale alla posizione radiale del corpo stesso sulla traiettoria parabolica:
{\displaystyle v={\sqrt {2}}\,v_{0}}
dove:
- {\displaystyle v_{0}} è la velocità orbitale del corpo in orbita circolare.

### Equazioni del moto
Sotto le ipotesi standard, per un corpo che si muove in questo tipo di traiettoria, l'equazione dell'orbita diverrà:
{\displaystyle r={\frac {h^{2}}{\mu (1+\cos \theta )}}}
dove:
- {\displaystyle r} è la distanza radiale del corpo orbitante dal corpo centrale,
- {\displaystyle h} è il momento angolare orbitale specifico del corpo orbitante,
- {\displaystyle \theta } è l'anomalia vera del corpo orbitante,
- {\displaystyle \mu } è la costante gravitazionale planetaria.

### Energia
Sotto le ipotesi standard, l'energia orbitale specifica {\displaystyle \varepsilon } di una traiettoria parabolica è zero, così l'equazione della conservazione dell'energia specifica in questo caso prende la forma:
{\displaystyle \varepsilon ={\frac {v^{2}}{2}}-{\frac {\mu }{r}}=0}
dove:
- {\displaystyle v} è la velocità orbitale del corpo orbitante,
- {\displaystyle r} è la distanza radiale del corpo orbitante dal corpo centrale,
- {\displaystyle \mu } è la costante gravitazionale planetaria.